# Karma (Black Eyed Peas)
Karma è un singolo del gruppo musicale statunitense Black Eyed Peas, pubblicato il 6 aprile 1999 come secondo estratto dal primo album in studio Behind the Front.

## Tracce
Testi e musiche di Allan Pineda, Will Adams, Kevin Feyen, Debbie Harry e N. Harrison, eccetto dove indicato.
CD singolo (Europa)
1. Karma (LP Version) – 4:27
2. One Way (Karma Remix) – 4:28 (Allan Pineda, Will Adams)
3. Karma (Live) – 3:16
4. Karma (Clean) – 4:27

12" (Stati Uniti)
- Lato A

1. Karma (LP Version) – 4:27
2. Karma (Clean) – 4:27
3. Karma (Instrumental) – 4:27
4. Karma (A Cappella) – 4:26

- Lato B

1. One Way (Karma Remix) – 4:28 (Allan Pineda, Will Adams)
2. One Way (Instrumental) – 4:28 (Allan Pineda, Will Adams)
3. One Way (A Cappella) – 2:58 (Allan Pineda, Will Adams)
4. Karma (Live) – 3:16